# Cornel Bădoiu
Cornel Bădoiu (n. 15 mai 1944) este un deputat român în legislatura 2000-2004, ales în municipiul București pe listele partidului PSD. Cornel Bădoiu a fost magistrat militar cu grad de general, fost președinte al Secției Militare a Curții Supreme de Justiție iar din anul 2000 a devenit avocat. În cadrul activității sale parlamentare, Cornel Bădoiu a fost membru în grupurile parlamentare de prietenie cu Canada, Republica Islamică Pakistan și Republica Socialistă Vietnam. 

## Legături externe
- Cornel Bădoiu Arhivat în 4 martie 2024, la Wayback Machine. la cdep.ro